# Источна Пруска
Шаблон:Пруска провинција
Источна Пруска или Прусија је покрајина бивше немачке државе Пруске. Покривала је 1937. године површину од 36 993,9 km² и бројала преко два милиона, углавном немачких становника.
До 1945. године је била део слободне државе Пруске Вајмарске републике.
Већина земаља предака балтичких старих Пруса била је затворена унутар Источне Пруске. Током 13. века, староседеоце Прусе су покорили крсташки тевтонски витезови. Након освајања, аутохтони Балти су постепено преобраћени у хришћанство. Због германизације и колонизације током наредних векова, Немци су постали доминантна етничка група, док су Мазурци и Литванци формирали мањине. Од 13. века Источна Пруска је била део монашке државе теутонских витезова. После Другог мира у Торну 1466. постала је феудална област Краљевине Пољске. 1525. године, пруским омажом, провинција постаје Пруско војводство. Старопруски језик је изумро до 17. или раног 18. века.
Пошто је војводство било изван језгра Светог римског царства, кнежеви Бранденбурга су могли да се прогласе за краља почевши од 1701. године. Након анексије већег дела западне Краљевске Пруске у првој подели Пољско-литванске заједнице 1772. године, источна (војводска) Пруска је копнено повезана са остатком пруске државе и реорганизована је као провинција следеће године (1773). Између 1829. и 1878. године, покрајина Источна Пруска је спојена са Западном Пруском да би се формирала провинција Пруска.
Главни град Источне Пруске је Кенигсберг, данашњи Калињинград (рус. Калининград), са око 372.000 немачких становника (1939) одн. данашњих 425.000 руских.
Источна Пруска до 1945. била је североисточни крај Немачке, кроз одлуке Савезника у Другом светском рату покрајина је подељена између Пољске и Совјетског Савеза. Немачко становништво тада је исељено, а насељена је људима из Совјетског Савеза и протераним Пољацима и Украјинцима из области које су после 1945. припали Совјетском Савезу.
Данас покрајина се дели на Калињинградску област која припада Руској Федерацији, и деловима Варминско-мазурском војводству у Пољској.